# معبد بن العباس
معبد بن العباس بن عبد المطلب. الهاشمي القرشي . ولد على عهد نبي الإسلام محمد، ولم يحفظ عنه. قٌتل في أفريقية سنة 35 هـ (655-656م) في جيش عبد الله بن سعد بن أبي سرح.

## حياته

### أشقائه
أمه أم الفضل، لبابة بنت الحارث، وخالته ميمونة بنت الحارث زوج النبي محمد، وأشقاءه هم الفضل، وقثم ، وأم حبيبة.

### أسرته
أولاده هم : عبدَ الله، والعباس، وميمونةَ. وأُمُّهم أم جميل بنت السائب بن الحارث بن حَزْن بن بُجَيْر بن الهُزَم بن رُوَيْبَة بن عبد الله بن هلال بن عامر. وعمر بن معبد لأم ولد. وأَبِيَّةَ بنت مَعْبد لأم ولد. وحفصةَ لأم ولد.

## إمارته
ذكر الدارقطني في كتاب الإخوة قيل أن عليًّا ولاّه مكة.